# Secrétaire à pente

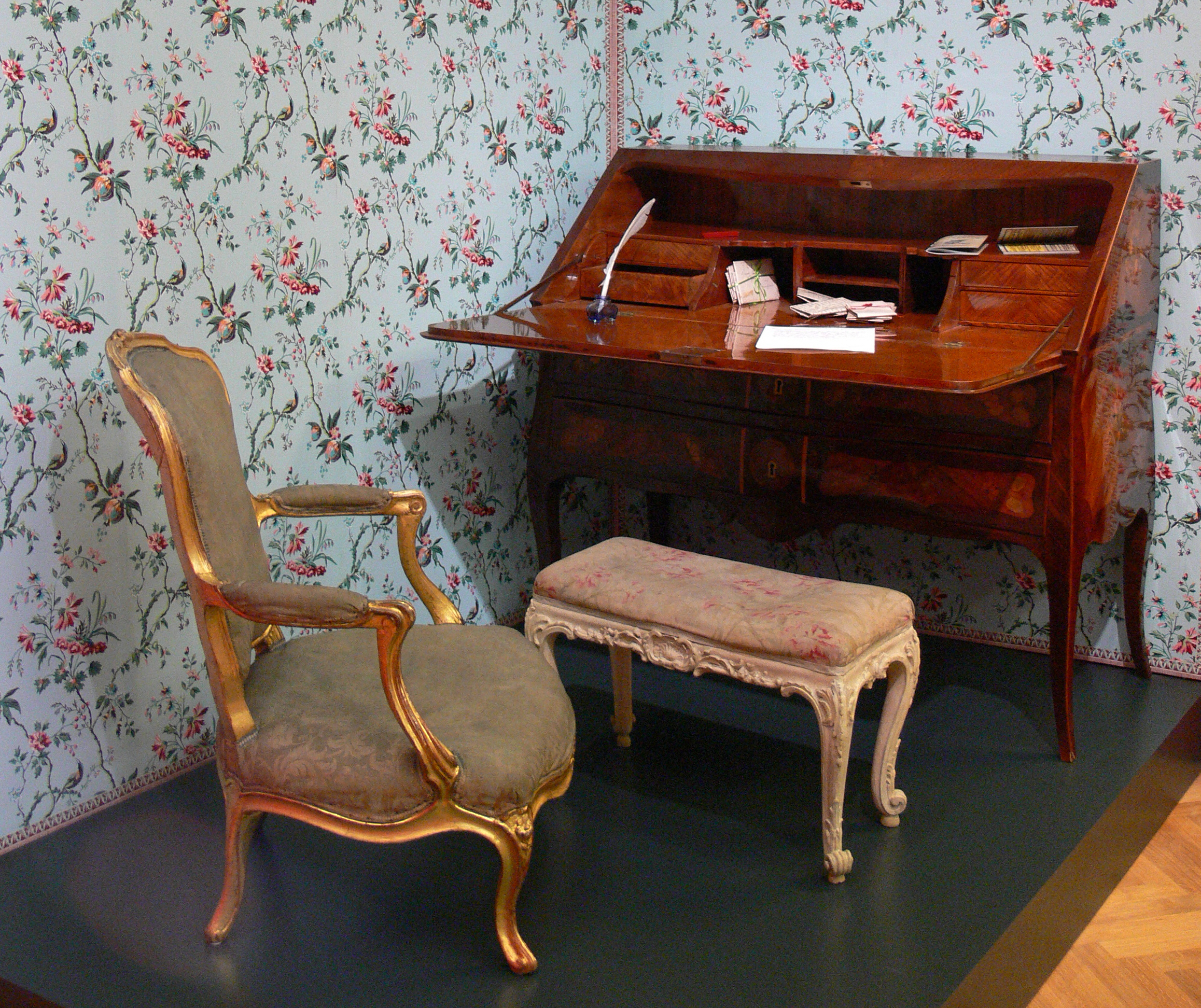
Secrétaire du XVIIIe siècle, Mannheim, Reiss-Engelhorn-Museen.

Le bureau à pente, dit aussi secrétaire à pente ou à dos-d’âne, est une forme de bureau qui ressemble à un bureau plat fermé par un volet qui sert de plan de travail une fois rabattu.

## Description et historique
Le bureau à pente présente la même utilité que le bureau cylindre mais d’une conception plus simple : le volet est plat au lieu d'être cintré.
- Style Louis XV : appelé également bureau dos d’âne, ou secrétaire à pente, ou secrétaire à dessus brisé, ou secrétaire à tombeau, de petite taille, rectangulaire monté sur quatre pieds fins et cambrés. Le bandeau (ou ceinture) comporte trois petits tiroirs. Le volet abattant garni de cuir repose, en position ouverte, sur deux tirants coulissant ou est retenu par deux compas métalliques. Fabriqué en bois précieux finement marqueté avec tous les angles et chutes recouverts de bronze.
- Style Louis XVI : ce bureau garde le style courant sous Louis XV, avec sa table, ses niches, ses tiroirs et son abattant, mais les galbes sont remplacés par des lignes plus droites.
- Style Directoire : fabriqué sous la Révolution, le bureau garde ses lignes droites avec quelques décorations et emblèmes révolutionnaires.
- Style Empire : ce type de meuble-bureau disparaît pendant cette époque alors que le bureau cylindre persiste.
- Style Louis-Philippe : le meuble réapparaît surmonté dans la plupart des cas par une petite armoire de classement, genre bibliothèque. Le piétement est droit ou galbé.

Comme pour le reste du mobilier, le bureau cylindre devient nettement plus sobre. Le développement de l’industrie, la fabrication en série et l’utilisation de bois plus ordinaires ou de panneaux composés (contreplaque, panneau particules, etc.), le bon rapport qualité/prix, le montage en kit, etc., diminuent considérablement l’importance de ce type de meuble.

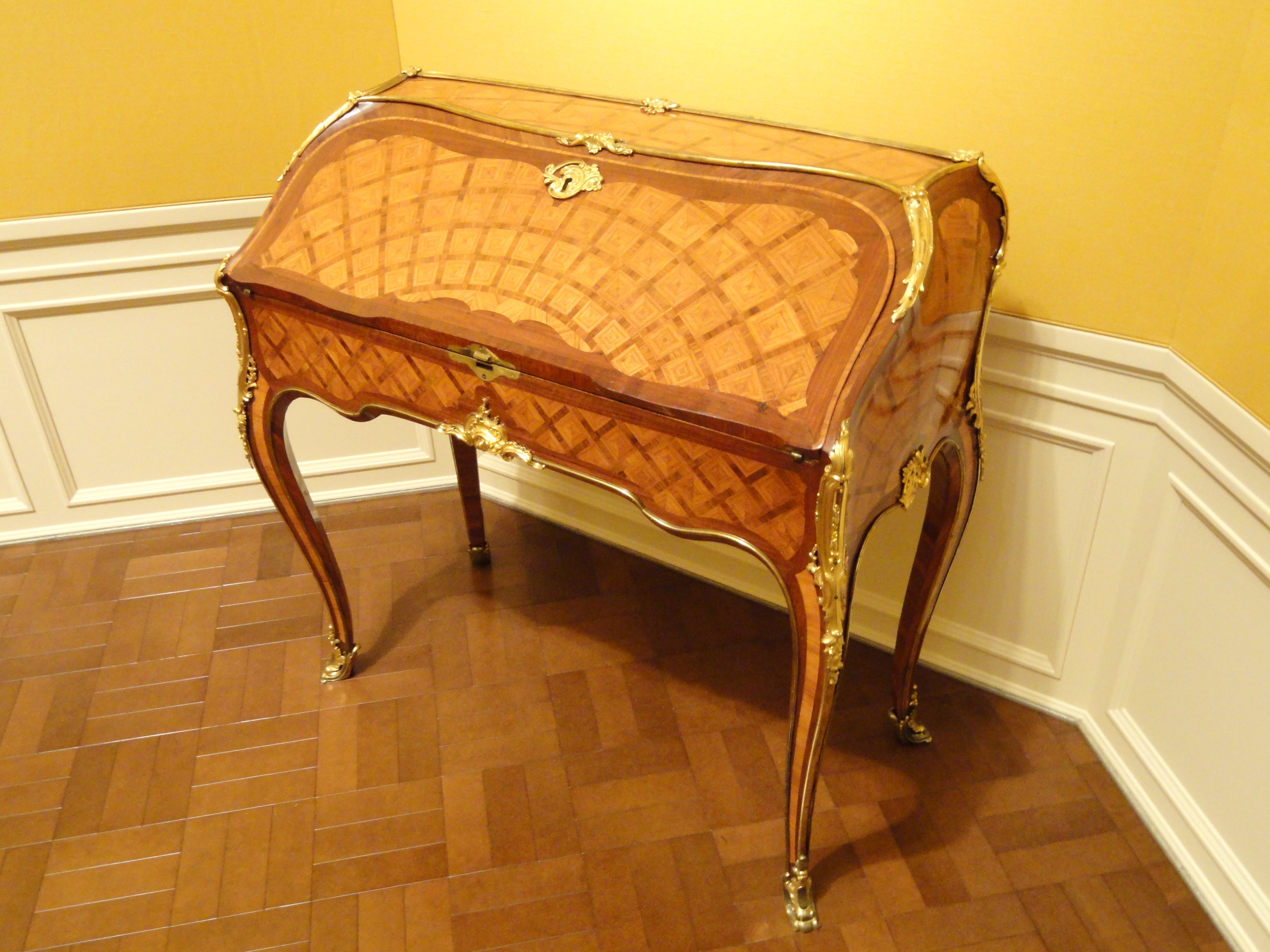
Secrétaire à pente Louis XV (vers 1750) par Bernard II Van Riesen Burgh, Kansas City, musée d'art Nelson-Atkins.
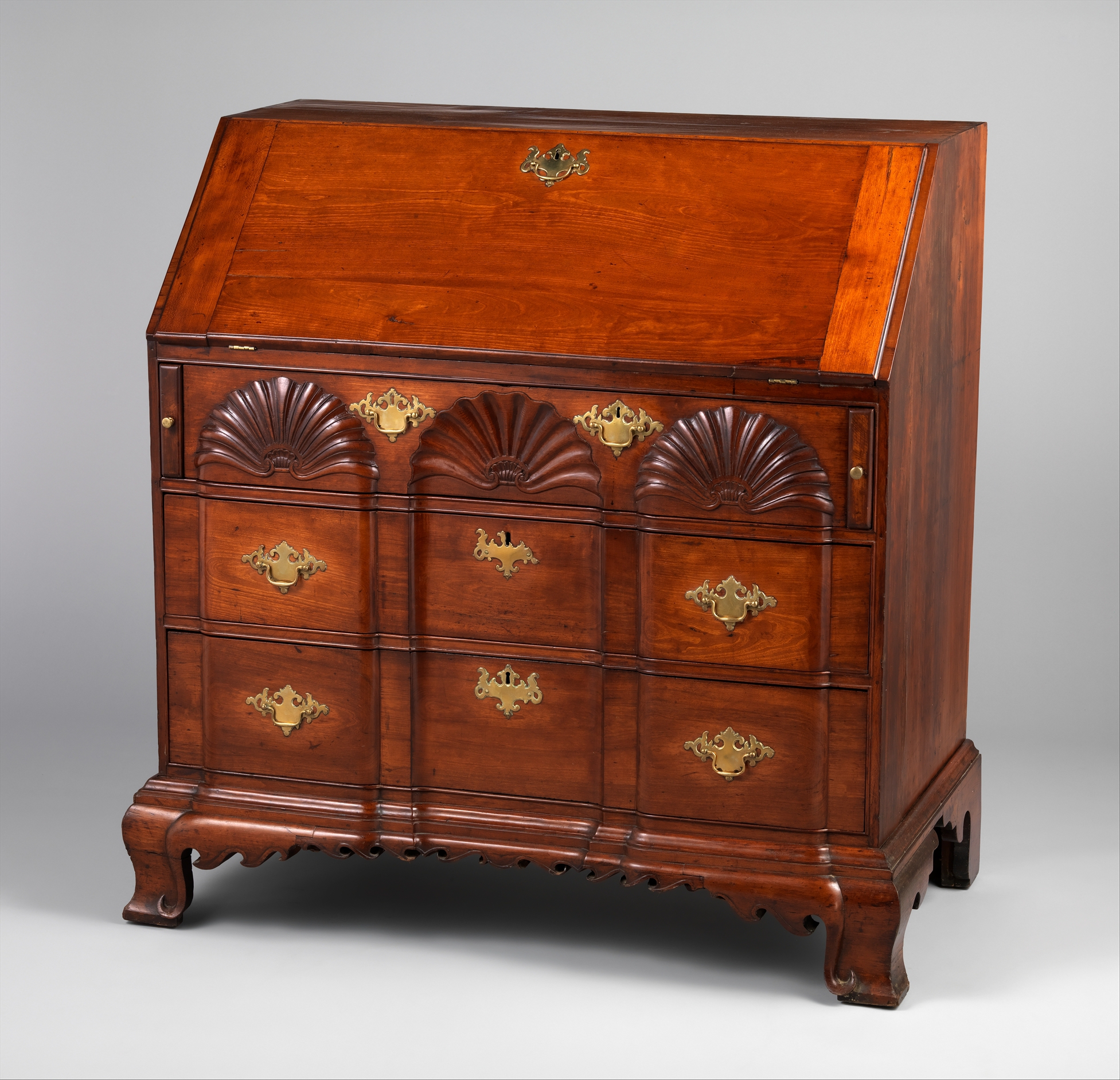
Secrétaire à pente américain en bois de cerisier, fin XVIIIe siècle, New York, Metropolitan Museum of Art .
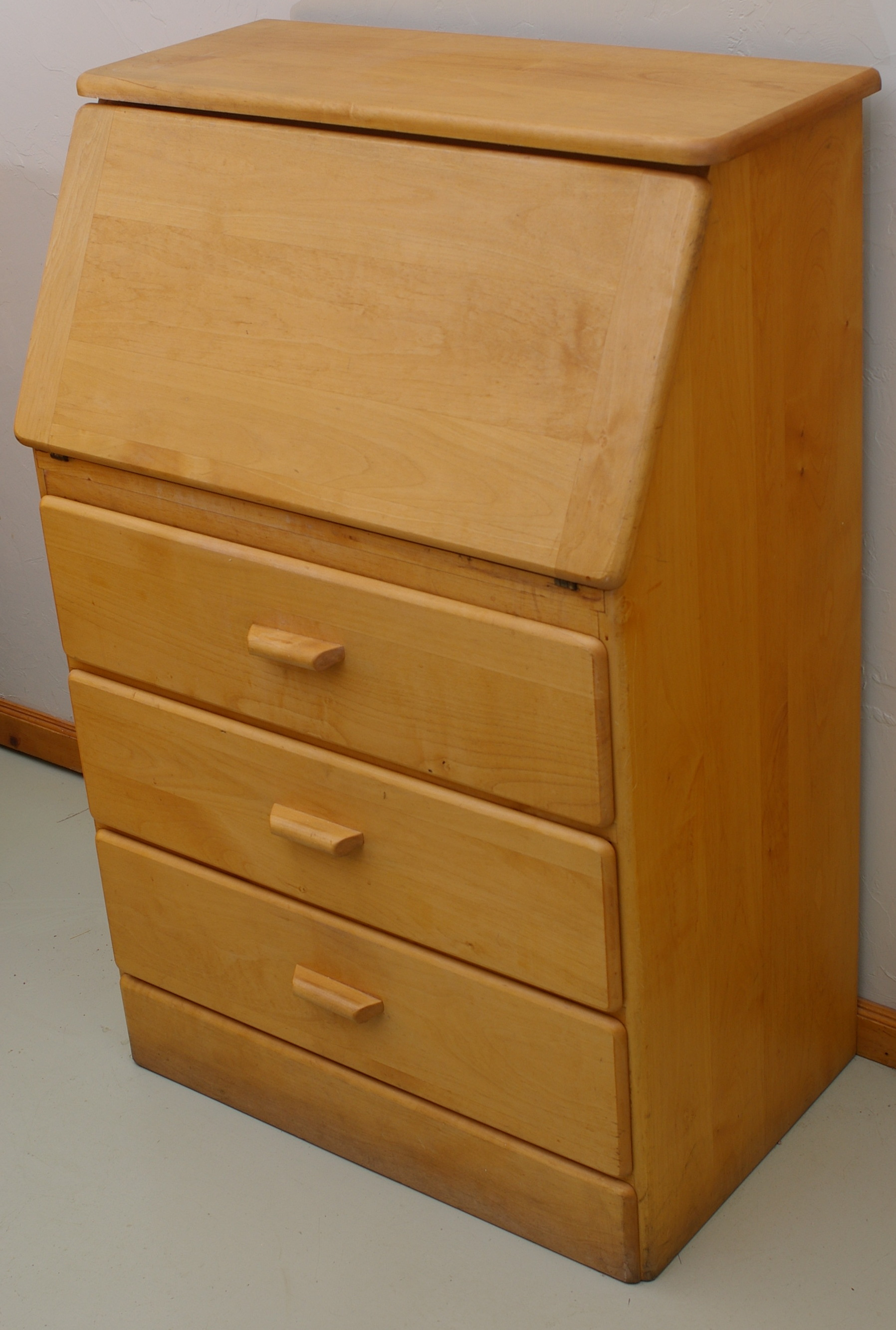
Secrétaire à pente contemporain, origine inconnue.